# Truxtunklasse

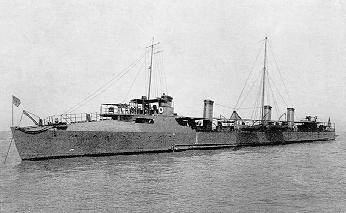
USS Whipple (DD-15)

De Truxtunklasse' was een serie van drie torpedobootjagers van de Amerikaanse marine. 
De opdracht voor de bouw van deze schepen maakte deel uit van een bestelling van in totaal 16 jagers, die in 1898 door het Amerikaanse Congress werd goedgekeurd.
De Truxtun, Whipple en Worden werden allen gebouwd door de Maryland Steel Company en in 1902 in dienst genomen. 
Tijdens de Eerste Wereldoorlog hielden de schepen zich vooral bezig met het escorteren van konvooien. In 1920 werden de schepen verkocht en omgebouwd tot koopvaardijschepen. 